# Pokémon Puzzle League
Pokémon Puzzle League es un videojuego de Pokémon para la consola Nintendo 64 que salió al mercado de Estados Unidos en septiembre del 2000; recientemente, fue lanzado en Nintendo Switch para la consola de Nintendo 64 exclusivo de Nintendo Switch Online Expansion Pack. Se trata de una versión del videojuego Tetris Attack (Panel de Pon) con personajes del anime de Pokémon. Además de contar con el clásico modo bidimensional, también le fue introducido un modo en 3D.
El 5 de mayo de 2008 este videojuego fue puesto a disposición en la consola virtual de Wii. Su contraparte en la consola Game Boy Color es Pokémon Puzzle Challenge.

## Objetivos
El objetivo general del juego es vencer a todo entrenador y conseguir todas las medallas por medio de las partidas de puzles.
Específicamente, lo que se debe hacer en cada puzle es formar cadenas de bloques del mismo color, ya sean horizontales o verticales, para irlos eliminando y de esta manera impedir que los bloques lleguen hasta la parte de arriba de la pantalla.
Además que cada vez que se hace un "combo" de más de 4 bloques en adelante el jugador lanza unos bloques cuyo tamaño es directamente proporcional al número de veces que se repita la voz del Pokémon con el que se esté jugando. Luego de que el Pokémon haya "gritado" dos veces gritará una tercera vez de una manera más agresiva, si se logra hacer un combo de más de 3 gritos seguidos, el grito del Pokémon sonará cada vez más metalizado, lo que hará que al oponente le caiga un bloque cada vez más grande. Hay un cierto punto, en el que cuando el Pokémon grite 22 veces o más, el bloque se volverá "infinito" y al adversario (sea la CPU u otro jugador) le será imposible derrumbarla por completo.

## Modalidades de juego
Los distintos modos a seleccionar en el juego son:
- 1P Stadium Modo Historia del juego.
- Spa Service Zona del juego en la que el jugador se enfrenta contra el Equipo Rocket en varias ocasiones debiendo incluso enfrentarse contra el verdadero Equipo Rocket (Butch y Cassidy) y contra Giovanni como último adversario.

En cada enfrentamiento contra el Equipo Rocket el jugador se verá dentro de los escenarios de varias de las escenas del anime donde Ash y sus amigos enfrentaron o se cruzaron con el Equipo Rocket, llegando a realizar incluso batallas que nunca sucedieron como la de la película Pokémon 2000, en la que el Equipo Rocket disfrazados de vikingos llevan a Ash y a sus amigos a través del océano hasta la Isla de Mewtwo.
- Time Zone El jugador debe hacer más de 12.000 puntos en 1 minuto y así conseguir el trofeo de velocidad.
- 2P Stadium Partidas de para dos jugadores, hay tres modos de juego:

2P Versus:partida para 2 jugadores a muerte cada jugador debe vencer al otro usando el equipo pokémon de uno de los 15 personajes hasta que uno de los dos se quede sin equipo.
Time Vs: Partida para dos jugadores en la que cada jugador solo puede escoger uno de los pokémon de su equipo y jugar con un límite de tiempo, el jugador con más puntos o que sobreviva gana.
VS line time: Partida para 2 jugadores en la que cada jugador debe bajar los bloques hasta debajo de una línea que parpadea en blanco, el primer jugador en colocar su torre de bloques debajo de la línea gana.
- Marathon El jugador debe jugar sobrevivir durante el mayor tiempo posible si se superan los 12 a 15 minutos el jugador ganara la medalla de la fortaleza.
- Puzzle University Por cada curso de 30 puzzle que se realice el jugador ganará un diploma, son 3 diplomas en total.
- Professor Oak's Lab Controles del juego.
- Mimic Mansion Como jugar, como hacer combos, y como saber encontrar combos .
- Pokémon Center Opciones del juego.

## Recepción
Pokémon Puzzle League recibió generalmente reseñas positivas de parte de los críticos, muchos llamándolo divertido y adictivo.

## Enlaces
- Pokémon Puzzle League en WikiDex

- Datos: Q1109914